# Rudolf Schmeer

Rudolf Schmeer

Rudolf Jakob Schmeer (* 16. März 1905 in Saarbrücken; † 11. September 1966 in Erlangen) war ein deutscher Politiker (NSDAP).

## Leben und Wirken
Nach dem Besuch der Volksschule wurde Schmeer von 1919 bis 1923 zum Elektriker ausgebildet. Ende 1922 war Schmeer für die Nationalsozialistische Deutsche Arbeiterpartei (NSDAP) tätig.
Aufgrund seiner Beteiligung an Freischärler-Aktionen (Sabotageakte, Bombenattentate) gegen die belgischen Besatzungstruppen im Raum Aachen wurde Schmeer am 29. Dezember 1923 in Abwesenheit von einem belgischen Kriegsgericht zu fünfzehn Jahren Zwangsarbeit verurteilt. Aufgrund einer sich aus dem Londoner Abkommen ergebenden Amnestie wurde die Strafe 1924 wieder aufgehoben.
Von 1926 bis 1931 amtierte Schmeer, der sich 1925 erneut der NSDAP angeschlossen hatte, als Führer der NSDAP im Regierungsbezirk Aachen, an deren Neugründung er 1926 mitgewirkt hatte. Etwa 20 Männer umfasste diese neue Ortsgruppe, davon vier aus der Familie Schmeer. Ein früher Förderer der NSDAP in Aachen war Max Mehler der Inhaber einer Maschinenfabrik. Schmeer war dort ebenso tätig, wie Quirin Jansen, der 1933 Oberbürgermeister von Aachen wurde. Seit 1926 trat Schmeer zudem öffentlich als Reichsredner der Partei auf. Im Oktober 1929 wurde er wegen dieser Tätigkeit aus seinem Beruf entlassen. 1931 wurde außerdem ein Strafverfahren gegen Schmeer eingeleitet, nachdem er den amtierenden Reichskanzler Heinrich Brüning in einer öffentlichen Versammlung beleidigt hatte.
In den Jahren 1931 und 1932 bekleidete Schmeer das Amt des stellvertretenden Gauleiters des Gaues Köln-Aachen. Im September 1932 erfolgte seine Berufung zum Stabsleiter des NSDAP-Landesinspekteuers West Robert Ley.
Von September 1930 bis Mai 1945 saß Schmeer als Abgeordneter seiner Partei im Reichstag, in dem er den Wahlkreis 20 (Köln-Aachen) vertrat. Er stimmte unter anderem für das Ermächtigungsgesetz vom 24. März 1933, das die juristische Grundlage für die Errichtung der NS-Diktatur bildete.
Am 1. Januar 1933 wurde Schmeer als Nachfolger Leys, der kurz zuvor das Amt des ausgeschiedenen Reichsorganisationsleiters von Gregor Strasser übernommen hatte, zum Reichsinspekteur der NSDAP ernannt. Schmeer war wesentlich an der Zerschlagung der Freien Gewerkschaften am 2. Mai 1933 beteiligt und wurde als Leiter der Personalabteilung in die Führung der Deutschen Arbeitsfront berufen. In den folgenden Jahren oblag ihm außerdem die Vorbereitung der jährlichen Reichsparteitage der NSDAP in Nürnberg, deren Organisation er in einer eigens dafür geschaffenen Stelle koordinierte. 1935 erfolgte die Ernennung Schmeers zum Hauptdienstleiter der NSDAP. Ferner hatte er zu dieser Zeit den Rang eines Gruppenführers der Sturmabteilung (SA) und eines Preußischen Staatsrates inne.
1938 schied Schmeer wegen Differenzen mit Ley aus der Reichsorganisationsleitung aus. Auf Veranlassung Hermann Görings, mit dem Schmeer eng bei der Durchführung des Vierjahresplans zusammenarbeitete, übernahm er stattdessen als Ministerialdirektor die Leitung der Hauptabteilung III (Wirtschaftsordnung, Handel und Handwerk) im Reichswirtschaftsministerium. Der Abteilung war ferner das Referat für Judenfragen unter der Leitung von Alf Krüger angegliedert. Ein Zeugenbericht für diese Zeit beschreibt Schmeer als einen „Finsterling, der seiner Aufgabe nicht gewachsen“ gewesen sei.
Nachdem die bereits ins Auge gefasste Ernennung Schmeers zum Kommissar für das Gebiet Moskau nach dem Scheitern der deutschen Russlandoffensive 1941 nicht zustande gekommen war, wurde er 1942 von Albert Speer zum Bevollmächtigten für die Vereinfachung und Vereinheitlichung des Berichtswesens ernannt. Von 1944 bis Kriegsende leitete er die Zentralstelle Berichtswesen des Zentralamtes im Reichsministerium für Rüstung und Kriegsproduktion.
Nach dem Zweiten Weltkrieg lebte Schmeer als Kaufmann in Frauenaurach. Über eine Entnazifizierung ist nichts bekannt.

## Schriften
- Aufgaben und Aufbau der Deutschen Arbeitsfront, Berlin 1936. (Neuauflagen 1938, 1939)